# Coilia grayii
Coilia grayii är en fiskart som beskrevs av Richardson, 1845. Coilia grayii ingår i släktet Coilia och familjen Engraulidae. IUCN kategoriserar arten globalt som livskraftig. Inga underarter finns listade i Catalogue of Life.